# Memorial dos Mártires de Çanakkale

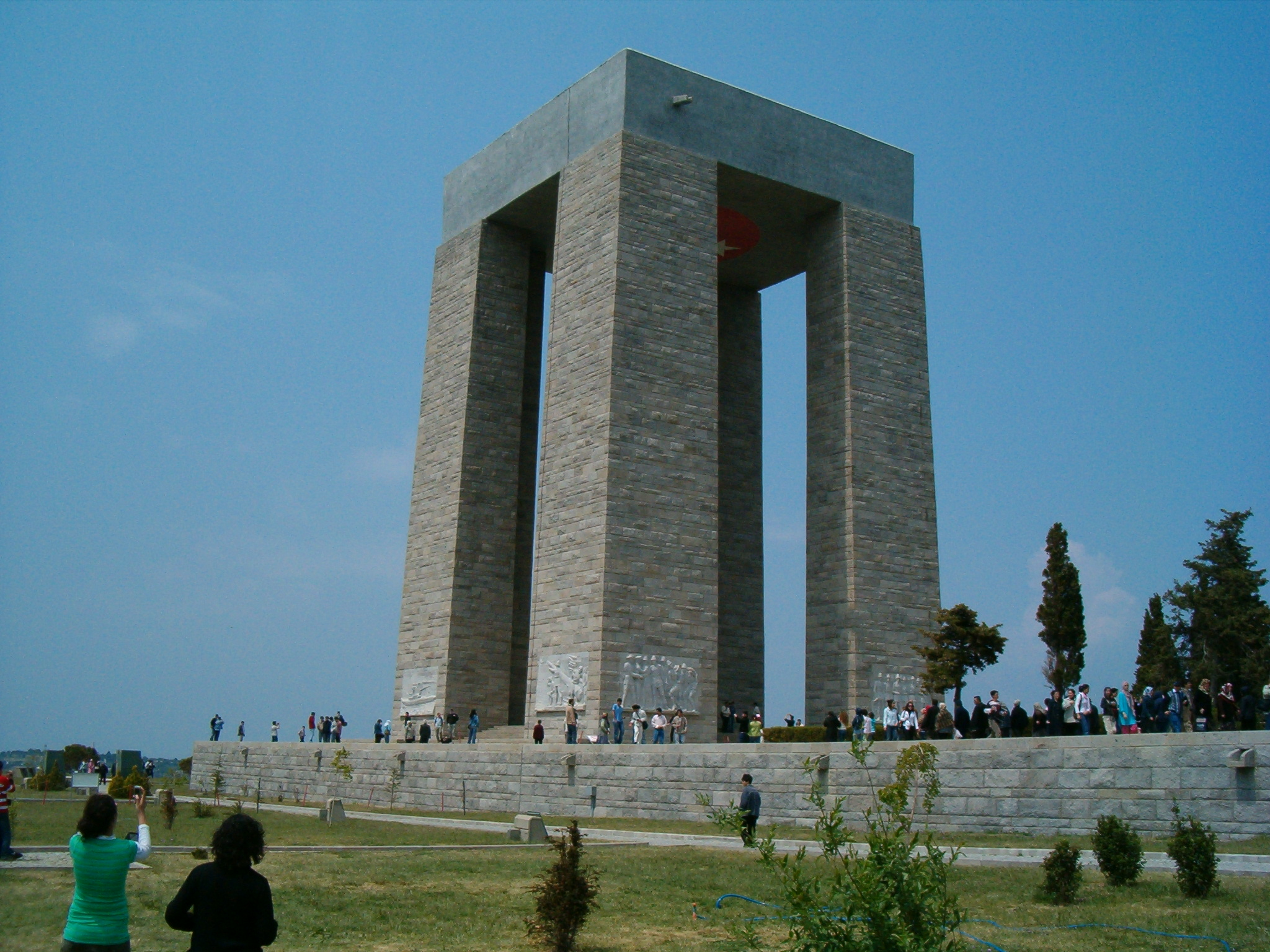
Fotografia do memorial

O Memorial dos Mártires de Çanakkale (em turco:  Çanakkale Şehitleri Anıtı) é um memorial de guerra em homenagem ao serviço de cerca de 253 mil soldados turcos que participaram da Batalha de Gallipoli, que aconteceu entre abril de 1915 e dezembro de 1915, durante a Primeira Guerra Mundial. Está localizado no Parque Nacional Histórico da Península de Gallipoli, no monte Hisarlık, na Baía de Morto, no extremo sul da península de Gallipoli, província de Çanakkale, na Turquia.
O memorial foi retratado no reverso das notas turcas de 500 mil liras entre 1993-2005.

## Design e construção

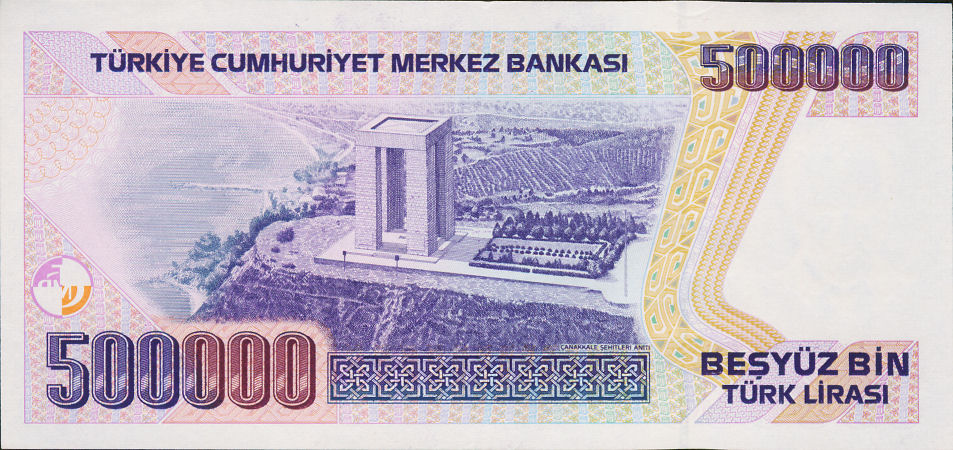
Parte traseira de uma nota de 500,000 liras (1993-2005)

Para a construção de um memorial em Gallipoli, um concurso de arquitectura foi aberto em 1944. O design dos arquitectos Doğan Erginbaş, Ismail Utkular e engenheiro civil Ertuğrul Barla ganhou o concurso oficial. A construção do monumento foi decidida em 1952, e a pedra terrestre foi colocada em 19 de abril de 1954. Os problemas financeiros causaram a interrupção das obras diversas vezes. A estrutura principal foi concluída em 15 de março de 1958. Enquanto isso, o jornal turco Milliyet iniciou uma campanha de apoio financeiro em todo o país, e o memorial foi oficialmente aberto em 21 de agosto de 1960.
O monumento tem 41,70 m de altura é possui a forma de quatro colunas quadradas de 7,5 m de largura com espaço de 10 metros entre si, cobertas por uma laje de betão de 25 por 25 metros. A enorme estrutura é bem visível durante a passagem pelos Dardanelos.
O museu em baixo do monumento foi aberto mais tarde e as gravuras artísticas nas colunas foram concluídas depois. Situada a norte do memorial, um cemitério de guerra composto  pelos restos de 600 soldados turcos foi estabelecido em 1992.
Postado no local, uma inscrição com versos do hino nacional turco de Mehmet Akif Ersoy lembra aos visitantes:

Não ignore o chão em que andou,
não é solo comum.
Reflita sobre as milhares de pessoas, que se deitam
sem um sudário.
Você é o filho de um mártir -
Não magoe seu antepassado,
Não dê para fora esta bela terra-mãe,
mesmo se você tiver o mundo inteiro.

## O Museu de Guerra
Dentro do museu, sob o memorial, mais informações e artefactos históricos ilustram a magnitude da Batalha de Gallipoli, contra as potências aliadas: corpo de exército britânico, francês e australiano e da Nova Zelândia (ANZAC). Os itens pessoais e militares originais, como talheres, um conjunto de dentes postiços, botões de vestir, fivelas de cinto, protectores de atiradores e fotografias encontradas no campo de batalha, estão em exibição no museu.

## O memorial do 57º Regimento
Um monumento que comemora os soldados e oficiais do famoso 57º Regimento da 19ª Divisão, que todos foram mortos em acção, foi inaugurado em 1992. É uma torre de três andares com uma inscrição em relevo do famoso nome da tenente-coronel Mustafa Kemal, que comandou os seus soldados que ficaram sem munições e não tinham mais nada senão baionetas, na manhã de 25 de abril de 1915, para defrontar os australianos e neozelandeses nas encostas que entre a praia e Chunuk Bair (Conkbayırı):

"Eu não vos darei uma ordem para atacar, dar-vos-ei uma ordem para morrer."
Como sinal de respeito, não existe 57º Regimento no moderno exército turco.